# المربعة (حبيش)

تعديل مصدري - تعديل

المربعة محلة تابعة لقرية مابن، التابعة لعزلة السلق بمديرية حبيش إحدى مديريات محافظة إب في الجمهورية اليمنية، بلغ تعداد سكانها 22 حسب تعداد اليمن لعام 2004.